# Бомбардировка Майнца

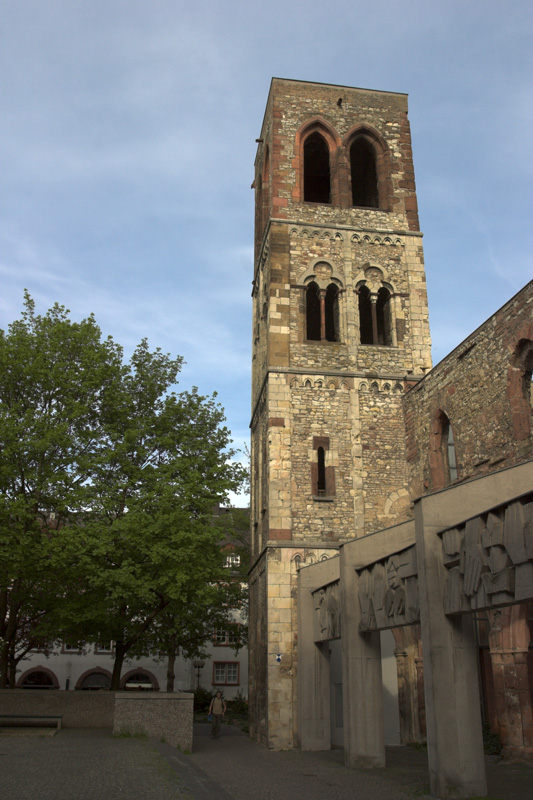
Мемориал жертвам бомбардировки, разрушенная Церковь Святого Кристофа.

После нескольких небольших воздушных налётов во время Первой мировой войны, в период с 1941 по 1945 года в воздушной войне Второй мировой войны несколько раз совершались воздушные налеты на Майнц. Атаки Королевских ВВС (RAF) и ВВС армии США (USAAF) унесла множество жизней в Майнце и вызвала большие разрушения.

## Первая мировая война
Во время Первой мировой войны воздушные налеты были относительно редки и почти неэффективны. 9 марта 1918 года одиннадцать человек погибли в результате налета французской авиации на Майнц-Нойштадт. Маркер, вкопанный в землю на Адам-Каррильон-штрассе, отмечает этот инцидент.

## Вторая мировая война

### Обзор крупных воздушных налетов на Майнц
- Альтштадт[en] (11/12 и 13/12 августа 1942 г.)
- Бишофсхайм (9 сентября 1942 г., осень 1944 г., 13 и 27 января 1945 г., 27 февраля 1945 г.)
- Гинсхайм (23/24 апреля 1944 г.)
- Гонзенхайм (Катен-Казерн : 19 октября 1944 г.)
- Густавсбург (особенно 9, 15 сентября 1944 г. и 27 февраля 1945 г.)
- Майнц-Кастель (besonders 8. September 1944)
- Костхайм (осень 1944 г.)
- Нойштадт (11/12 и 13 августа 1942 г., 20 декабря 1943 г., осень 1944 г., 1 и 27 февраля 1945 г.)
- Вайзенау (особенно 19 октября 1944 г., 1 и 27 февраля 1945 г.)

### Стратегическая оценка союзников

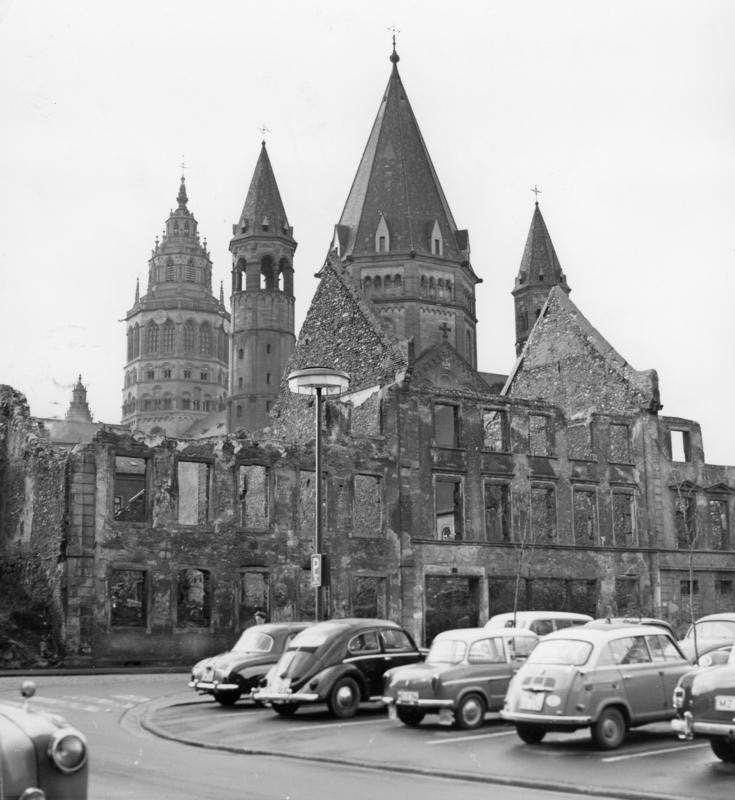
Разрушенные после бомбардировок здания, 1961 год.

Британское министерство экономической войны составило список почти всех городов Германии с категоризацией целей нападения под названием «Бедекер бомбардировщика». Почти все пункты назначения, указанные для Майнца, были отнесены максимум к категории 3, включая таможню и внутренний порт, главный железнодорожный вокзал, два железнодорожных моста (Кайзер и Зюдбрюке) и железнодорожный вокзал Майнц-Бишофсхайм с его большой сортировочной станцией, который в то время имел пропускную способность 3200 вагонов в сутки. В качестве дальнейших целей были указаны электроэнергетические и газовые работы. Упоминались также верфи и завод MAN в Густавсбурге, а также вагонный завод Gebrüder Gastell. Химические заводы включали химический завод в Буденхайме, Werner & Mertz и завод Degussa в Момбахе.

### 1939—1941 гг.
После начала Второй мировой войны британские ВВС сбрасывали небольшие фугасные бомбы только в течение двух лет, до сентября 1941 года. В ходе первой крупной атаки ВВС Великобритании 13 сентября 1941 года, которая на самом деле была направлена на Франкфурт-на-Майне, был нанесен удар по центральному вокзалу Майнца, в результате чего погибло 22 человека.

### 1942 и 1943 годы
До августа 1942 года были лишь незначительные нападения. 11 августа 1942 года в соответствии с новой Директивой о бомбардировках территории 158 бомбардировщиков Королевских ВВС нанесли крупный удар по Майнцу в Великобритании. На следующую ночь они сбросили около 200 тонн бомб, в том числе очень опасных Фосфорных бомб. Следующей ночью 133 бомбардировщика сбросили около 180 тонн бомб. Бомбы в основном попали в старый город с кармелитской церковью, епископским дворцом, православной синагогой и Майнцским собором, но также сгорели части Нойштадта и Момбаха. Церковь Святого Николая в Момбахе, включая колокольню, построенную в 1703 году, была разрушена Зажигательными бомбами. Памятник Святого Стефана был сильно поврежден, Йоханнискирхе и Бассенхаймер полностью сгорели, а Инвалиденхаус превратился в руины. Eltzer Höfe и строительная площадка сгорели. В огне погибли сотни людей. Тем не менее, жилые районы в центре города по-прежнему оставались пригодными для проживания. 9 сентября 1942 года бомбардировщики союзников бомбили Бишофсхайм. В 1943 году атака на центр города была осуществлена только 20 декабря.

### 1944 год
По мере развития 1944 года интенсивность воздушной войны возрастала. Небольшой экстренный десант британцев привел к пожарам в некоторых частях Гинсхайма в ночь с 23 на 24 апреля. Протестантская церковь также сгорела. Осенью участились целенаправленные нападения на город. Больница Алисы была сильно повреждена воздушной миной 28 июля. 8 сентября сильно пострадал Кастель, а 8 и 15 сентября — Густавсбург. Части Костхайма также подверглись бомбардировке 8 сентября и Вайзенау 19 октября. В тот же день казармы Катен в Гонзенхайме были разрушены бомбами и пожаром. Всю осень неоднократно поступали сигналы тревоги о пролетающих мимо группах бомбардировщиков.
18 декабря 1944 года, через два дня после начала немецкой битвы на Арденнах, целью атаки стали железнодорожные объекты вокруг Майнца. Согласно рассекреченным оперативным сводкам USSAF, 157 четырехмоторных бомбардировщиков B-17 8-й воздушной армии сбросили в общей сложности 430,7 тонны Фугасных бомб несколькими волнами с высоты около 8000 метров в период с 13:45 до 13:59 вечера. Погибло 89 человек.

### Январь 1945 г.
13 и 27 января 8-я воздушная армия бомбила железнодорожные объекты в Бишофсхайме и Густавсбурге. Крупная атака Британских ВВС на Майнц была запланирована на 1 февраля, но бомбы не попали в цель, и большинство из них упало на Гросберг возле Вайзенау. В тот день Церковь Христа была разрушена Зажигательными бомбами и последующим пожаром, за исключением внешних стен и стального каркаса купола.

### Февраль 1945 г.
Перед самым крупным воздушным налетом союзников на Майнц 27 февраля город снова стал объектом бомбардировок союзников 4, 8 и 15 февраля. 4 февраля 42 британских быстрых бомбардировщика Mosquito, выполнявшие отвлекающую миссию, не смогли найти намеченную цель — Висбаден и вместо этого выгрузили свой груз над Майнцем между 19:13 и 19:20. 7 февраля 16 «Москитам» было поручено отвлечь подразделения немецких ночных истребителей от крупных бомбардировочных налетов на Клеве, Гох и канал Дортмунд-Эмс, атаковав Майнц. 14 февраля произошло еще одно крупное нападение (на этот раз на Хемниц и Розитц), в результате которого было проведено несколько комариных вылетов, в том числе также против Майнца, которое должно было отвлечь.

### Воздушный налёт 27 февраля 1945 г.
27 февраля 1945 года 435 Бомбардировщик Королевских ВВС совершили атаку на Майнц. Они сбросили 1500 тонн бомб за 16 минут (с 16:29 до 16:45); это затронуло большую часть нового города. Памятники Св. Иосифу и Св. Бонифацию были уничтожены. Сильная огненная буря распространилась на большую территорию. По словам очевидцев, сгоревшие предметы долетели до самого Гонзенхайма. Вайзенау, Густавсбург и Бишофсхайме также сильно пострадали. Больница Алисы, которая только что была отремонтирована, была полностью разрушена. Число смертей в 1209 человек было сравнительно низким по сравнению с другими городами. Некоторые из них были похоронены на лесном кладбище в Момбахе. Фактические цели воздушного налета — железнодорожные системы остались неповрежденными. Поезда туда снова начали ходить всего через три дня после нападения.

### Американское вторжение и французская оккупация
22 марта 1945 года война закончилась для Майнца, который был разрушен на 80 процентов. Части Вермахта и Фольксштурма отошли из города за Рейн или без боя сдались 3-й американской армии под командованием генерала Джорджа Смита Паттона. Майнц оставался под Американская зоной до июля 1945 года, после чего Майнц перешел во Французская зону оккупации.

## Список воздушных налётов союзников на Майнц[7]
| №  | Датам      | Планируемый пункт назначения                                   | Тип атаки | Союзная ассоциация             | Количество нападавших                                         | Бомбовая нагрузка, тонн | Бомбовая нагрузка, тонн | Бомбовая нагрузка, тонн | Основные места повреждений                                   | Кадровые потери | Кадровые потери | Бомбардировщик потерян (поврежден) |
| №  | Датам      | Планируемый пункт назначения                                   | Тип атаки | Союзная ассоциация             | Количество нападавших                                         | взрыв-                  | Бренд-                  | Сплиттер-               | Основные места повреждений                                   | Тотализатор     | Раненый         | Бомбардировщик потерян (поврежден) |
| -- | ---------- | -------------------------------------------------------------- | --- | ------------------------------ | ------------------------------------------------------------- | ----------------------- | ----------------------- | ----------------------- | ------------------------------------------------------------ | --------------- | --------------- | ---------------------------------- |
| 1  | 23.08.1940 | Франкфурт                                                      | Пропущенные броски                                                                                                   | РАФ БК                         | ?                                                             | ?                       | ?                       | —                       | Kastel                                                       | —               | 2               | ?                                  |
| 2  | 27.08.1940 | ?                                                              | Пропущенные броски                                                                                                   | РАФ БК                         | ?                                                             | ?                       | ?                       | —                       | Kastel, Eleonorenstraße                                      | —               | —               | ?                                  |
| 3  | 28.08.1940 | Франкфурт                                                      | Пропущенные броски                                                                                                   | РАФ БК                         | ?                                                             | ?                       | ?                       | —                       | Хехтсхайм                                                    | —               | —               | ?                                  |
| 4  | 13.06.1941 | ?                                                              | Пропущенные броски                                                                                                   | РАФ БК                         | ?                                                             | ?                       | ?                       | —                       | Гонзенхайм , Тернерштрассе                                   | —               | —               | ?                                  |
| 5  | 06.08.1941 | Франкфурт                                                      | Пропущенные броски                                                                                                   | РАФ БК                         | ?                                                             | ?                       | ?                       | —                       | Саарштрассе Флакказерне                                      | —               | —               | ?                                  |
| 6  | 13.09.1941 | Франкфурт                                                      | Атака возможностей                                                                                                   | РАФ БК                         | 1x Веллингтон                                                 | 0,9                     | 0,4                     | —                       | Главный вокзал Майнца , Эртальштрассе                        | 22              | 29              | —                                  |
| 7  | 12.08.1942 | Центр города Майнц                                             | Главная цель | БК РАФ, 1-й/2-й/3-й/5-й группа | 54 Веллингтона, 29 Ланкастеров , 25 Стерлингов , 16 Галифакса | 173,74                  | 135,13                  | —                       | Центр города, Флахсмаркт, Людвигсштрассе, Шиллерштрассе      | 171             | 363             | 17 (11)                            |
| 8  | 13.08.1942 | Центр города Майнц                                             | Главная цель | БК РАФ, 1/3/5 место группа     | 50 Веллингтонов, 17 Стерлингов, 29 Ланкастеров, 6 Хэмпденов   | 95,50                   | 143,26                  | —                       | Центр города (Нойштадт)                                      | 171             | 363             | 6 (18)                             |
| 9  | 25.08.1942 | Франкфурт                                                      | Пропущенные броски                                                                                                   | РАФ БК                         | ?                                                             | ?                       | ?                       | —                       | Вальштрассе                                                  | —               | —               | ?                                  |
| 10 | 09.09.1942 | Франкфурт                                                      | Пропущенные броски                                                                                                   | РАФ БК                         | ?                                                             | ?                       | ?                       | —                       | Бишофсхайм, Густавсбург                                      | 8               | 6               | ?                                  |
| 11 | 16.09.1942 | Висбаден                                                       | Пропущенные броски                                                                                                   | РАФ БК                         | 1x комар                                                      | ?                       | ?                       | —                       | Момбах, Гонзенхайм                                           | —               | —               | ?                                  |
| 12 | 11.04.1943 | Франкфурт                                                      | Пропущенные броски                                                                                                   | РАФ БК                         | ?                                                             | ?                       | ?                       | —                       | Kastel                                                       | —               | 15              | —                                  |
| 13 | 05.10.1943 | Франкфурт                                                      | Пропущенные броски                                                                                                   | РАФ БК                         | ?                                                             | ?                       | ?                       | —                       | Михельсберг                                                  | —               | 4               | ?                                  |
| 14 | 26.11.1943 | Франкфурт                                                      | Пропущенные броски                                                                                                   | РАФ БК                         | ?                                                             | ?                       | ?                       | —                       | Костхайм                                                     | 2               | 2               | ?                                  |
| 15 | 20.12.1943 | Франкфурт                                                      | Пропущенные броски                                                                                                   | РАФ БК                         | 12x Ланкастер                                                 | 22,50                   | 7,50                    | —                       | Старый город, Майнц-Кастель                                  | 24              | 62              | ?                                  |
| 16 | 08.02.1944 | Сортировочная станция Франкфурта                               | Пропущенные броски                                                                                                   | 8ВВС США , 3БД                 | ?х B17                                                        | ?                       | ?                       | —                       | Kastel                                                       | —               | —               | ?                                  |
| 17 | 20.03.1944 | Сортировочная станция Франкфурта                               | Цель возможностей (Ингельхаймер Ауэ)                                                                                 | 8ВВС США , 3БД                 | 1x В17                                                        | 1,8                     | —                       | —                       | Ингельхаймер Ауэ                                             | —               | —               | —                                  |
| 18 | 25.04.1944 | Карлсруэ                                                       | Пропущенные броски                                                                                                   | РАФ БК                         | ?                                                             | ?                       | ?                       | —                       | Гинсхайм, Бретценхайм                                        | —               | 12              | ?                                  |
| 19 | 25.07.1944 | Штутгарт                                                       | Пропущенные броски                                                                                                   | РАФ БК                         | ?                                                             | ?                       | ?                       | —                       | Бишофсхайм                                                   | —               | 38              | ?                                  |
| 20 | 30.07.1944 | Франкфурт                                                      | Пропущенные броски                                                                                                   | РАФ БК                         | ?                                                             | ?                       | ?                       | —                       | Главный вокзал Майнца                                        | 4               | 10              | ?                                  |
| 21 | 15.08.1944 | Аэродром Висбаден-Эрбенхайм                                    | Пропущенные броски                                                                                                   | 8ВВС США, 1БД                  | 38x В17                                                       | ?                       | ?                       | —                       | Kastel                                                       | —               | 3               | ?                                  |
| 22 | 25.08.1944 | Завод Opel в Рюссельсхайме                                     | Пропущенные броски                                                                                                   | РАФ БК                         | ?                                                             | ?                       | ?                       | —                       | Бишофсхайме                                                  | 23              | 82              | ?                                  |
| 23 | 08.09.1944 | Heereszeugamt Mainz-Kastel, MAN-Werk Gustavsburg               | Главная цель | 8ВВС США, 3БД                  | 356x Б17                                                      | 526,08                  | 312,17                  | —                       | Кастель, Костхайм, центр города                              | 436             | 390             | 2 (132)                            |
| 24 | 09.09.1944 | Майнц Hbf                                                      | Главная цель | 8 ВВС США, 2BD                 | 265x Б24                                                      | 479,70                  | 108,90                  | 87,88                   | Центр города, Кастель                                        | 436             | 390             | 6 (106)                            |
| 25 | 12.09.1944 | Дармштадт                                                      | Пропущенные броски                                                                                                   | РАФ БК                         | ?                                                             | ?                       | ?                       | —                       | Аменебург , Райналли                                         | —               | —               | ?                                  |
| 26 | 13.09.1944 | Штутгарт-Цуффенхаузен                                          | Альтернативный пункт назначения (Управление армейского оборудования Майнц-Кастель, сортировочная станция Бишофсхайм) | 8ВВС США, 3БД                  | 42x В17                                                       | 84,36                   | 28,80                   | —                       | Кастель, Костей                                              | —               | 2               | ?                                  |
| 27 | 19.09.1944 | Химические заводы Калле и Альберт, аэродром Эрбенхайм          | Пропущенные броски                                                                                                   | 8ВВС США, 3БД                  | 50x Б17                                                       | 99,34                   | —                       | 74,84                   | Аменебург, Момбах                                            | 34              | 45              | 1 (25)                             |
| 28 | 21.09.1944 | Майнц Hbf                                                      | Главная цель | 8ВВС США, 1БД                  | 141x Б17                                                      | 182,80                  | 185,07                  | —                       | Центр города, Зальбах, Бретценхайм                           | 92              | 112             | 0 (54)                             |
| 29 | 27.09.1944 | Майнц Hbf                                                      | Главная цель | 8ВВС США, 3БД                  | 171x Б17                                                      | 249,93                  | 133,81                  | —                       | Центр города, Аменебург, Ингельхаймер Ауэ                    | 46              | 83              | 2 (21)                             |
| 30 | 29.09.1944 | Район гавани Бинген                                            | Главная цель | 9ВВС США                       | 32x П47                                                       | 7,50                    | —                       | —                       | Район гавани Бинген                                          | —               | —               | —                                  |
| 31 | 29.09.1944 | Сортировочная станция Бингербрюк                               | Главная цель | 9ВВС США, 9БД                  | 72x А20                                                       | 90,27                   | —                       | —                       | Бингербрюк                                                   | 30              | ?               | 2 (41)                             |
| 32 | 09.10.1944 | Майнц Hbf, MAN-Werk Густавсбург                                | Главная цель | 8ВВС США, 3БД                  | 354x Б17                                                      | 768,58                  | —                       | —                       | Инненштадт, Саарштрассе, Густавсбург                         | 154             | 90              | 0 (84)                             |
| 33 | 12.10.1944 | Центр города Майнц                                             | Главная цель | БК РАФ, 8ПФФ                   | 1x комар                                                      | ?                       | —                       | —                       | Большой отбеливатель                                         | 3               | 2               | —                                  |
| 34 | 19.10.1944 | Майнц Hbf, MAN-Werk Густавсбург                                | Главная цель | 8ВВС США, 2БД                  | 330x Б24                                                      | 539,24                  | 338,57                  | —                       | Центр города, Кастель, Вайзенау, Гонзенхайм, Густавсбург     | 148             | 53              | 6 (182)                            |
| 35 | 19.10.1944 | Висбаден                                                       | Пропущенные броски                                                                                                   | БК РАФ, 8ПФФ                   | ?x Комар                                                      | ?                       | ?                       | —                       | Гонзенхайм, Гинсхайм, Густавсбург                            | —               | —               | —                                  |
| 36 | 01.11.1944 | Гинденбургский мост                                            | Главная цель | 8ВВС США, 3БД                  | 13x В17                                                       | 27,68                   | —                       | —                       | Пустое поле                                                  | —               | —               | 0 (?)                              |
| 37 | 09.11.1944 | Танкер Бинген Хафен                                            | Главная цель | 9ВВС США                       | 44x P47                                                       | 9,98                    | —                       | —                       | Район гавани Бинген                                          | 2               | 23              | —                                  |
| 38 | 10.11.1944 | Аэродром Эрбенхайм                                             | Пропущенные броски                                                                                                   | 8ВВС США, 3БД                  | ?                                                             | ?                       | ?                       | —                       | Аменебург, Ингельхаймер Ауэ                                  | —               | —               | ?                                  |
| 39 | 18.11.1944 | Висбаден                                                       | Пропущенные броски                                                                                                   | БК РАФ, 8ПФФ                   | ?x Комар                                                      | ?                       | ?                       | —                       | Kastel                                                       | —               | 11              | ?                                  |
| 40 | 25.11.1944 | Вершибебанхоф Бингербрюк, Танклагер Бинген                     | Главная цель | 8ВВС США, 2БД                  | 252x Б24                                                      | 560,88                  | 62,25                   | —                       | Бинген и Рюдесхайм (жилые районы)                            | ~400            | ?               | 0 (43)                             |
| 41 | 27.11.1944 | Сортировочная станция Бингербрюк                               | Главная цель | 8ВВС США, 3БД                  | 148x Б17                                                      | 280,78                  | —                       | —                       | Бингербрюк                                                   | 23              | ?               | 0 (36)                             |
| 42 | 02.12.1944 | Сортировочная станция Бингербрюк                               | Главная цель | 8ВВС США, 2БД                  | 135x Б24                                                      | 325,68                  | —                       | —                       | Бингербрюк                                                   | 12              | 8               | 11 (4)                             |
| 43 | 04.12.1944 | Майнц Hbf                                                      | Главная цель | 8ВВС США, 3БД                  | 221x Б17                                                      | 513,93                  | 65,60                   | —                       | Вайзенау, Зальбах                                            | ?               | ?               | 1 (106)                            |
| 44 | 10.12.1944 | Сортировочная станция Бингербрюк                               | Главная цель | 8ВВС США, 2БД                  | 173x Б24                                                      | 618,08                  | 56,95                   | —                       | Бингербрюк                                                   | 27              | 30              | 0 (4)                              |
| 45 | 18.12.1944 | Майнц Hbf                                                      | Главная цель | 8ВВС США, 3БД                  | 157x Б17                                                      | 351,00                  | 74,20                   | —                       | Момбах, Майнц Hbf                                            | 110             | 116             | 0 (2)                              |
| 46 | 22.12.1944 | Сортировочная станция Бингербрюк                               | Главная цель | БК РАФ, 4-я группа, 8ПФФ       | 80 Галифакс, 12 Ланкастер, 1 Москито                          | 323,20                  | 7,62                    | —                       | Сортировочная станция Бингербрюк                             | —               | —               | 6 (4)                              |
| 47 | 28.12.1944 | Франкфурт                                                      | Пропущенные броски                                                                                                   | БК РАФ, 8ПФФ                   | ?x Комар                                                      | ?                       | ?                       | —                       | Бретценхайм                                                  | ~12             | ~24             | ?                                  |
| 48 | 29.12.1944 | Сортировочная станция Бингербрюк                               | Главная цель | 8ВВС США, 1БД                  | 144x Б17                                                      | 286,31                  | 46,99                   | —                       | Сортировочная станция Бингербрюк                             | 47              | 30              | 2 (104)                            |
| 49 | 30.12.1944 | Сортировочная станция Бишофсхайм                               | Главная цель | 8ВВС США, 1БД                  | 105x Б17                                                      | 206,03                  | 21,32                   | —                       | Бишофсхайм, Ингельхаймер Ауэ, Вайзенау, Кастель, Густавсбург | ?               | ?               | 0 (?)                              |
| 49 | 30.12.1944 | Майнц Hbf                                                      | Главная цель | 8ВВС США, 1БД                  | 105x Б17                                                      | 206,03                  | 21,32                   | —                       | Бишофсхайм, Ингельхаймер Ауэ, Вайзенау, Кастель, Густавсбург | ?               | ?               | 0 (?)                              |
| 49 | 30.12.1944 | Майнц-Кастель                                                  | Цель возможностей | 8ВВС США, 1БД                  | 105x Б17                                                      | 206,03                  | 21,32                   | —                       | Бишофсхайм, Ингельхаймер Ауэ, Вайзенау, Кастель, Густавсбург | ?               | ?               | 0 (?)                              |
| 50 | 31.12.1944 | Сортировочная станция Бингербрюк                               | Цель возможностей | 8ВВС США, 2БД                  | 10x Б24                                                       | 32,21                   | —                       | —                       | Пустое поле                                                  | —               | 9               | —                                  |
| 51 | 01.01.1945 | Майнц Hbf                                                      | Главная цель | БК РАФ, 8ПФФ                   | ?x Комар                                                      | ?                       | ?                       | —                       | Саарштрассе, Момбах, Центральный вокзал                      | 6               | 5               | —                                  |
| 52 | 02.01.1945 | Сортировочная станция Бишофсхайм                               | Главная цель | 9ВВС США                       | 5x P38                                                        | 1,13                    | —                       | —                       | сортировочная станция, Бишофсхайм                            | 1               | 28              | —                                  |
| 53 | 06.01.1945 | Рожденный                                                      | Пропущенные броски                                                                                                   | РАФ БК                         | ?                                                             | ?                       | ?                       | —                       | Вайзенау                                                     | —               | —               | ?                                  |
| 54 | 08.01.1945 | Франкфурт Hbf                                                  | Пропущенные броски                                                                                                   | 8ВВС США, 3БД                  | ?                                                             | ?                       | ?                       | —                       | Gustavsburg, Kastel                                          | —               | 7               | ?                                  |
| 55 | 13.01.1945 | Железнодорожные мосты Майнца, сортировочная станция Бишофсхайм | Главная цель | 8ВВС США, 3БД                  | 319x Б17                                                      | 684,48                  | —                       | —                       | Бишофсхайм, Кастель, Костхайм, Момбах, Гонзенхайм            | 123             | 193             | 3 (126)                            |
| 55 | 13.01.1945 | Гинденбургский мост                                            | Главная цель | 8ВВС США, 2БД                  | 89x Б24                                                       | 210,02                  | —                       | —                       | Бинген-Гаульсхайм                                            | 8               | 32              | —                                  |
| 56 | 21.01.1945 | Майнц Hbf                                                      | Главная цель | БК РАФ, 8ПФФ                   | 4x Комар                                                      | 7,20                    | —                       | —                       | Нойштадт                                                     | 2               | 6               | —                                  |
| 57 | 01.02.1945 | Центр города Майнц                                             | Главная цель | БК РАФ, 4/6/8ПФФ               | 276 Галифакс, 40 Ланкастер, 5 Москито                         | 724,74                  | 320,05                  | —                       | Гроссберг, Вайзенау, Бретценхайм, Лаубенхайм                 | 77              | 51              | 0 (2)                              |
| 58 | 02.02.1945 | Висбаден                                                       | Пропущенные броски                                                                                                   | РАФ БК                         | ?                                                             | ?                       | ?                       | —                       | Нойштадт, Кастель, Аменебург                                 | 1               | —               | ?                                  |
| 59 | 03.02.1945 | Висбаден                                                       | Пропущенные броски                                                                                                   | РАФ БК                         | ?                                                             | ?                       | ?                       | —                       | Альтштадт, Гонзенхайм                                        | —               | 2               | ?                                  |
| 60 | 06.02.1945 | Гинденбургский мост                                            | Главная цель | 9ВВС США                       | 4x P47                                                        | 0,9                     | —                       | —                       | Бинген-Гаульсхайм район                                      | —               | —               | —                                  |
| 61 | 07.02.1945 | Центр города Майнц                                             | Главная цель | БК РАФ, 8ПФФ                   | 16 комаров                                                    | 23,30                   | —                       | —                       | Саарштрассе, Ингельхаймер Ауэ                                | —               | 1               | 1                                  |
| 62 | 08.02.1945 | Гинденбургский мост                                            | Главная цель | 9ВВС США                       | 4x P47                                                        | 0,9                     | —                       | —                       | Бинген-Гаульсхайм район                                      | —               | —               | —                                  |
| 63 | 11.02.1945 | Сортировочная станция Бингербрюк                               | Главная цель | 9ВВС США, 9БД                  | 37x А20                                                       | 48,08                   | —                       | —                       | Рохусберг                                                    | —               | —               | 1                                  |
| 64 | 14.02.1945 | Центр города Майнц                                             | Главная цель | БК РАФ, 8ПФФ                   | 19 комаров                                                    | 34,50                   | —                       | —                       | Центр города, Костхайм                                       | 35              | 19              | —                                  |
| 65 | 27.02.1945 | Центр города Майнц                                             | Главная цель | БК РАФ, 4/6/8ПФФ               | 300 Галифакс, 130 Ланкастер, 5 Москито                        | 635,43                  | 935,16                  | —                       | Центр города                                                 | ~1.200          | ~1.000          | 2 (5)                              |
| 66 | 05.03.1945 | Сортировочная станция Бингербрюк                               | Главная цель | 9ВВС США, 9БД                  | 75x Б26                                                       | 106,14                  | —                       | —                       | ?                                                            | ?               | ?               | —                                  |
| 67 | 13.03.1945 | Танкер Бинген                                                  | Главная цель | 9ВВС США                       | 16x P47                                                       | 6,35                    | —                       | —                       | Район гавани Бинген                                          | ?               | ?               | —                                  |
| 68 | 15.03.1945 | Flakstellung Бинген-Рохусберг                                  | Главная цель | 9ВВС США                       | 16x P47                                                       | 6,35                    | —                       | —                       | Рохусберг                                                    | 5               | ?               | —                                  |
| 69 | 21.03.1945 | Казернен в Гонсенхайме                                         | Главная цель | 9ВВС США                       | 16x P47                                                       | 1,80                    | —                       | —                       | ?                                                            | ?               | ?               | —                                  |

## Реконструкция после войны
Восстановление после войны шло очень медленно. В то время как такие города, как Франкфурт-на-Майне, уже давно были восстановлены, в Майнце происходили лишь нескоординированные отдельные действия. Это произошло, среди прочего, потому, что Французы хотели превратить Майнц в образцовый город в соответствии с планами Марселя Лодса. Первым интересом местных жителей было восстановление жилья. Даже после провала типовых планов города французская инициатива (основание Университета Иоганна Гутенберга в Майнце, назвав Майнц вместо предварительного решения Кобленца столицей земли Рейнланд-Пфальц в 1950 году) стояла на пути этого. Раннее возобновление карнавала в Майнце дало Майнцу импульс для дальнейшего позитивного развития после войны. Только майский план 1958 года позволил провести упорядоченную реконструкцию. Реставратор памятника Фриц Аренс также был предан своему родному городу. К двухтысячному юбилею в 1962 году Майнц был в значительной степени перестроен; Однако примерно в 1970 году по сей день все еще существовали отдельные руины и одно или двухэтажные аварийные здания.

## Веб-ссылки
- Франк Теске: Разрушение Майнца во Второй мировой войне. historicum.net.
- Хельмут Мати : regionalgeschichte.netl Разрушения и реконструкция Майнца 1945—1948 гг.